# Evil 1999
Evil 1999 är det tredje fullängdsalbumet av det norska black metal-bandet Tulus. Albumet utgavs 1999 av skivbolaget Hammerheart Records.

## Låtförteckning
1. "Menneskefar" – 2:69
2. "Tarantulus" – 4:44
3. "Draug" – 3:01
4. "Cyprianus" – 3:23
5. "Dokkemaker" – 3:02
6. "Salme" – 5:55
7. "Blodstrup" – 2:14
8. "Sjel" – 3:17
9. "Dårskap til visdom" – 2:37
10. "Kviteheim" – 3:46

- Text: Hildr
- Musik: Blodstrup / Sarke

## Medverkande
Musiker (Tulus-medlemmar)
- Blodstrup (Sverre Stokland aka "Gard") – sång, gitarr
- Sarke (Thomas Berglie) – trummor
- Sir Graanug (Victor Cito Borge) – basgitarr

Bidragande musiker
- Brede – tuba

Produktion
- Tulus  – producent
- Bjørn Bergersen – ljudtekniker, ljudmix
- Espen Berg – mastering
- Hildr (Hilde Nymoen) – sångtexter